# Jean d'Elbée
Pour les articles homonymes, voir d'Elbée.
Jean d'Elbée est un historien et essayiste français.

## Biographie
Il est rédacteur en chef de La Revue hebdomadaire et de la Revue d'histoire diplomatique.

## Publications
- Saint-Jean-de-Luz, ville royale (1964)
- Le Pays basque français, Labourd, Basse-Navarra, Soule (1946)
- Pâturages sanglants (1943)
- Lesseps (1939)
- Le sourd et le muet (1931)